# من الجاني (مسلسل)
تدور احداث مسلسل من الجاني، في إطار من التشويق والإثارة في حلقات منفصلة، حيث يتم التحقيق في كل حلقة في جريمة مختلفة من خلال البحث في القرائن والأدلة من أجل الوصول إلى الجاني بكل جريمة.

## أبطال المسلسل
- إياد نصار : أدهم
- دينا فؤاد : مروه
- محمد شاهين : حازم
- محمد عادل : محمد عادل
- بيومي فؤاد : وجدي
- جيهان أنور : د. وفاء
- محمد علي رزق : كريم

ضيوف الحلقات
| - خالد عبد الحميد (عزيز ض.ح 1) - أحمد عودة (ض.ح 1) - نسرين أمين (جيجي ض.ح 1) - تميم عبده (عماد ض.ح 1) - أمير صلاح الدين (نادر ض.ح 1) - مصطفى أبو سريع (ض.ح 2) - ولاء الشريف (ض.ح 2) - أمل عيد (ض.ح 2) | - صبري عبد المنعم (مهدي ض.ح 2) - محمد الدقاق (ض.ح 2) - محمد أبو الوفا (حسن وحسين ض.ح 2) - مصطفى يوسف (ض.ح 2) - مصطفى يوسف (ضيفة لحلقة 3) - أحمد صيام (سعد ض.ح 3) - سعيد العمروسي (ض.ح 3) | - سامي مغاوري (خيرت ض.ح 3) - نيرة عارف (ض.ح 3) - فاطمة عادل (ض.ح 3) - هانى سيف (ض.ح 3) - خالد كمال (ض.ح 3) - محمد العمروسي (الدكتور ض.ح 4) - ياسمين كساب (ض.ح 4) | - رانيا منصور (ض.ح 4) - ياسر علي ماهر (ض.ح 4) - مجدي عبيد (ض.ح 4) - نهى داود (ض.ح 4) - سيد الطيب (ض.ح 4) - إسلام سعيد (ض.ح 4) - هدى الصيفي (ض.ح 4) |